# Ptochophyle dollmani
Ptochophyle dollmani är en fjärilsart som beskrevs av Louis Beethoven Prout 1932. Ptochophyle dollmani ingår i släktet Ptochophyle och familjen mätare. Inga underarter finns listade.